# 米納勒爾波因特 (密蘇里州)
米納勒爾波因特（英語：Mineral Point）是位於美國密蘇里州華盛頓縣的村。

## 人口
根據2020年美國人口普查的數據，米納勒爾波因特的面積為0.62平方千米，皆為陸地。當地共有人口231人，而人口密度為每平方千米373人。